# Ісихій Александрійський
Гесихій (Ісихій) Александрійський — давньогрецький філолог і лексикограф, який створив словник грецької мови і її діалектів.
Про життя відомо дуже мало: тільки ім'я і місце народження, зазначені в його роботах. Зберігся єдиний екземпляр словника Гесихія, що датується XV століттям. Він складається з 439 аркушів розміром 19,5 × 29 см. Сильно пошкоджений рукопис зберігається в бібліотеці святого Марка у Венеції.
Словник називається Συναγωγὴ πασῶν λέξεων κατὰ στοιχεῖον («збірник всіх слів в алфавітному порядку») і містить приблизно 51 000 статей.
Словник вперше був надрукований у Венеції в 1514 році (перевидавався з невеликими виправленнями в 1520 і 1521). Під керівництвом Данської королівської академії витончених мистецтв з 1953 року видавалося сучасне видання.